# Ferdinand Wüstenfeld
Heinrich Ferdinand Wüstenfeld (Hann. Münden, 31 luglio 1808 – Hannover, 8 febbraio 1899) è stato un orientalista tedesco.
Rinomato arabista, Heinrich Ferdinand Wüstenfeld fu apprezzato e profondo conoscitore di Letteratura araba e della letteratura storica classica arabografa dell'Islam.
Studiò teologia e lingue orientali nelle Università di Gottinga e di Berlino. Insegnò a Gottinga (1842-90), diventandovi professore cattedratico nel 1856. Nel 1876 divenne Presidente della Classe Storica della Akademie der Wissenschaften di Gottinga.
Ha pubblicato molti importanti contributi traducendo fondamentali testi in arabo, illustrandosi come uno dei principali conoscitori del XIX secolo della storia, della geografia e delle scienze della cultura arabo-islamica.  

## Scritti e traduzioni
- Nawawi, Liber concinnitatis nominum (1832)
- al-Dhahabi, Liber classium virorum qui korani et traditionum cognitione excellerunt (1833-34)
- Abulfeda, Tabulae quoedam geographica? (1835)
- Ibn Khallikan, Vitae illustrium virorum (1835-50)
- Geschichte der arabischen Ärzte und Naturforscher (1840)
- Nawawi, Tahdhīb al-asmāʾ, dizionario biografico di uomini illustri (4 voll., 1842-47)
- al-Maqrizi, Geschichte der Kopten (1846)
- ʿAjaʾib al-makhluqat. Zakarija Ben Muhammed Ben Mahmud el-Cazwini's Kosmographie (2 voll., 1849), sul capolavoro di Zakariyya al-Qazwini
- Ibn Qutayba, Handbuch der Geschichte (1850)
- Genealogische Tabellen der arabischen Stämme und Familien (1852)
- Ibn Durayd, Kitab ul-Ishtiqaq. Genealogisch-etymologisches Handbuch (2 voll., 1854)
- Vergleichungstabellen der mohammedanischen und christlichen Zeitrechnung (1854)
- Ibn Hisham, Das Leben Mohammeds (4 voll. 1857-60)
- Azrakī, Geschichte der Stadt Medina (1860)
- Chroniken der Stadt Mekka (4 voll., 1857-61)
- Yaqut al-Hamawi, Geographisches Wörterbuch (6 voll., 1866-73)
- Die Statthalter von Ägypten (1876),
- Das Heerwesen der Muhammedaner (1880)
- Geschichte der Fatimiden-Chalifen nach arabischen Quellen (1881), ristampa del 1976
- Die Geschichtsschreiber der Araber (1882)
- Die Cufiten in Süd-Arabien im XI. (XVII.) Jahrhundert (1882)
- Der Imam el-Schäfii und seine Anhänger (1889-91)